# José Granero
José Granero, eigentlich José Greller Friesel (* 9. März 1936 in Buenos Aires; † 4. Mai 2006 in Madrid), war ein argentinisch-spanischer Tänzer und Choreograf. Sein Repertoire umfasste ein breites Spektrum von Genres, vom klassischen Ballett bis zum orientalischen Tanz, und ganz besonders den Flamenco.

## Leben

### Kindheit und Jugend
Josés Mutter stammte aus Wien, sein Vater aus Rumänien. Beide waren Anfang des 20. Jahrhunderts nach Argentinien ausgewandert. José war bereits als Kind fasziniert von Gesang und Tanz. Im Alter von sechs und sieben Jahren trat er bei Straßenmusik und -Theater-Vorstellungen auf, die für spanische Touristen auf dem Boulevard inszeniert wurden. Um die Mittagszeit pflegte seine Mutter ihn allerdings zurück ins Haus zu rufen.
1944 bewarb er sich um Aufnahme in der Ballettschule des Teatro Colón, wurde jedoch abgewiesen. Möglicherweise war er für die Anforderungen der Ballettschule nicht schlank genug. Michael Borowski, ehemals Tänzer der Ballets de Montecarlo, der sich in Argentinien niedergelassen hatte, gab ihm jedoch zwei Jahre lang Privatunterricht. Danach fand er Aufnahme in der Ballettschule des Teatro Colón und absolvierte dort eine dreijährige Ausbildung. In den Opern Samson et Dalila und Manon hatte er seine ersten Auftritte als Tänzer auf der Bühne.
Danach trat er in das Ballett des Teatro Argentino de la Plata ein. Dort bildete er sich in den folgenden drei Jahren weiter fort, insbesondere in Lektionen bei Roberto Giachero. Als 1954 die Kubanerin Alicia Alonso mit ihrer Kompanie Buenos Aires besuchte, nahm er auch bei ihr Unterricht. Von Renate Schottelius, einer Schülerin von Mary Wigman, ließ er sich im zeitgenössischen Tanz unterrichten. Und als Pilar López mit ihrer Kompanie für einen Monat in Buenos Aires gastierte, nutzte er die Gelegenheit, sich von ihr und ihren bekannten Tänzern Alejandro Vega, Alberto Lorca, Manolo Vargas und Roberto Ximénez in die Grundlagen des spanischen Tanzes einführen zu lassen. Mit Manolo Vargas verband ihn seitdem eine lebenslange Freundschaft.

### In den USA
1956 verließ José seine Heimatstadt und zog nach New York. Eine dort lebende Tante erleichterte ihm, sich einzufinden. Er nahm bei Pierre Wladimirow und Walentina Pereyaslavec Unterricht im klassischen Ballett und bei Hanya Holm Unterricht in modernem Tanz. Er lernte den indischen Tänzer Bashjar kennen und fand sich, angetrieben von Interesse für jegliche Art von Tanz, eine Zeitlang in dessen Kompanie wieder. 1958 heiratete er. Da sein Einkommen als Tänzer nicht ausreichte, um eine Familie zu ernähren, arbeitete er als Dekorateur für einige Kaufhäuser an der Fifth Avenue. Die Arbeit hatte scheinbar nicht mit Tanz zu tun, aber die Beschäftigung mit Farben, Stoffen und Positionen kam ihm später bei seiner Arbeit als Choreograf zugute. Erfolglos stellte er sich bei den großen Broadway-Produktionen vor. Eine Anstellung bei Bob Fosse scheiterte daran, dass er die damals geforderte Körpergröße für Broadway-Tänzer nicht hatte. Auch bei einem Casting für West Side Story bewarb er sich als Tänzer.
In dieser Lage erschienen Manolo Vargas und Roberto Ximénez in New York. Den beiden war ein Tänzer für ihre Show in Miami ausgefallen, und nachdem José Vargas ihnen vorgetanzt hatte, nahmen sie ihn in ihre Kompanie auf. Er debütierte in Miami mit einem Malambo und einem Samba. Dann erreichte ihn ein Telegramm, dass er für West Side Story angenommen sei. Er entschied sich jedoch, bei Manolo Vargas und Roberto Ximénez zu bleiben – aus seiner eigenen Sicht eine entscheidende Weichenstellung in seiner Karriere: Damit habe er sich von der angelsächsischen Kultur verabschiedet und sich für die spanische entschieden. Er widmete sich nun dem klassischen spanischen Tanz und brachte auch bald seine ersten Flamenco-Darbietungen auf die Bühne. José Granero blieb zwei Jahre bei Manolo Vargas und Roberto Ximénez. Mit ihnen tourte er durch die gesamten Vereinigten Staaten. Zudem lernte er in diesen beiden Jahren die Grundlagen der Inszenierung, Beleuchtung und Dramaturgie.
Nachdem er 1960 das Ensemble von Vargas und Ximénez verlassen hatte, ließ José Granero sich in Hollywood nieder. Er produzierte eine spanische Tanzshow, die auf Hawaii einen solch großen Erfolg hatte, dass sie um zwei Monate verlängert wurde. Dann, in Miami, erhielt er den Einberufung für die US-amerikanischen Streitkräfte. Es stand zu befürchten, dass er in den Vietnamkrieg würde ziehen müssen. So versteckte er sich einige Wochen bei einem Freund in New York, setzte sich von dort nach Belgien ab und erreichte schließlich 1961 Madrid.

### Meistertänzer, Lehrer, Choreograf
In Madrid fand er bald ein Engagement in der Kompanie von Luisillo. Nach zwei Jahren wechselte er zum Ensemble von Pilar López. Nach weiteren zwei Jahren engagierte ihn Mariemma als Meistertänzer für ihr Ensemble. Dort blieb er 1½ Jahre lang Mitglied.
Sein nächstes Engagement fand er bei Héctor Zaraspe, einem Freund und ehemaligen Mitschüler in der Ballettschule in Buenos Aires. Dieser engagierte ihn als Lehrer für seine Ballettklassen in der renommierten Tanzschule Amor de Dios. José Granero unterrichtete dort Ballett und Choreografie. Seine Methoden waren unorthodox und ungewohnt für seine Schülerinnen und Schüler, und so fanden sie ihn zunächst, wie er später zu erzählen pflegte, un poquito loco, ein klein wenig verrückt. Seine Übungen dienten dazu, dass seine Schülerinnen und Schüler ihren Körper genau kennenlernten und das Beste von ihm abfordern konnten, ohne ihn zu überfordern. Intensive Bodenübungen zum Aufwärmen sollten die Tänzerinnen und Tänzer vor Schmerzen und Verletzungen schützen. Wichtig vor allem war ihm, jede einzelne Persönlichkeit individuell zu fördern:

«Dedicarse individualmente a cada alumno, potenciar en cada uno su propia personalidad, ayudarles a descubrir lo que llevan en su interior, para no copien movimientos sin ton ni son. Esa es la única manera de que puedan disfrutar del baile y no se repitan continuamente, que no conviertan el baile en una rutina. Siempre es necesario un maestro que te observe y te comente qué es lo que estás haciendo bien, cómo lo podrías mejorar y de qué manera hay que unir un movimiento con otro.»

„Sich individuell jedem Schüler widmen, die Persönlichkeit jedes Einzelnen stärken, ihnen helfen, zu entdecken, was in ihnen steckt, damit sie nicht ohne Sinn und Verstand Bewegungen kopieren. Nur so können sie den Tanz genießen und sich nicht ständig wiederholen, nur so vermeiden sie, dass der Tanz zur Routine erstarrt. Ein Lehrer muss dich immer beobachten und kommentieren, was du gut machst, wie du es verbessern kannst und wie du eine Bewegung mit einer anderen verbinden kannst.“

Sein Ruf als Lehrer war schließlich so gut, dass renommierte Ensembles Kurse bei ihm buchten, beispielsweise die Kompanie von Antonio Gades und das American Ballet Theatre.
Sein Werk als Choreograf begann er zunächst mit relativ einfachen Stücken für eine Person. Seine erste komplexere Arbeit war Don Juan. Antonio Gades brachte mit mehreren Tanzschulen unter Mitwirkung einer orientalischen Tänzerin auf die Bühne. Es folgte Carmen für die Kompanie von José Greco. Das Stück wurde im griechischen Theater von Hollywood aufgeführt. José Granero selbst tanzte darin die Rolle des Don José. Es war das letzte Stück, in dem er selbst als Tänzer auftrat.
1971 choreografierte er die Tanzszenen Film La novicia rebelde unter der Regie von Luis Lucía mit Rocío Durcal. Es folgte 1972 die Choreografie für Entre dos amores, ebenfalls unter der Regie von Luis Lucía mit Manolo Escobar. 1973 und 1974, anlässlich der Feiern zum Ersten Mai, übertrug man ihm die Leitung der großen Feier im Estadio Santiago Bernabéu in Madrid. Beteiligt waren rund 5.000 Tänzerinnen und Tänzer aus Folkloregruppen in ganz Spanien. Ihm assistierten Julio Principe, José Antonio und Luisa Aranda. Außerdem choreografierte er 1974 La Celestina für die Kompanie von Raúl.
In diesem Jahr nahm er die spanische Staatsbürgerschaft an.
1978 schuf José Granero für José Antonios und Luisa Arandas Ballet Siluetas die Choreografie Impresiones. Alberto Lorca berief ihn als Ballettmeister und Koordinator an sein Ballet Antología. Für diese Kompanie choreografierte er den Boléro von Maurice Ravel sowie einen Zapateado, El Albaicín aus der Suite España von Isaac Albéniz und Minotauro von Xavier Montsalvatge. Außerdem schuf er für das Ballet Antología seine ersten reinen Flamenco-Biografien: Bulerías für eine Gruppe von ausschließlich männlichen Tänzern und eine Soleá por Bulerías ausschließlich für Frauen. Als Nachfolger von Antonio Gades wurde José Granero 1981 er gemeinsam mit José Antonio, Luisa Aranda und Julio Príncipe künstlerischer Leiter des Ballet Español de Madrid.
Seine erste Inszenierung dort vereinte klassisches Ballett, spanische Schule und Flamenco. Der erste Teil bestand aus Tänzen zu bekannten Stücken von Maurice Ravel. Im zweiten Teil riefen Persönlichkeiten des Flamencos die Atmosphäre der Cafés cantantes ins Leben. El Güito tanzte die Soleá, Merche Esmeralda die Guajira, Manuela Vargas die Alegrías, und Mary Carmen Villena tanzte mit Julio Príncipe den Polo als Hommage an Pilar López und Alejandro Vega. Das Stück wurde ein großer Publikumserfolg, sodass die Kompanie damit auf Tournee ging in ganz Spanien, einigen europäische Hauptstädten und nach Kuba. Eine weitere Choreografie von José Granero für das Ballet Español de Madrid war El Amargo zu Texten von Federico García Lorca.

### DasBallet Nacional de España, Auftragsarbeiten, und ein gescheitertes Wagnis
Nach zwei Jahren am Ballet Español de Madrid übertrug ihm María de Avíla, Leiterin des Ballet Nacional de España, die Choreografie von Medea nach dem gleichnamigen Drama von Euripides. Die musikalische Partitur schuf Manolo Sanlúcar, die Dramaturgie gestaltete Miguel Narros. Bevor er irgendwelche Tanzschritte probte, vertiefte er sich gemeinsam mit der Hauptdarstellerin Manuela Vargas tagelang in den Text von Euripides. Das Stück hatte im Juli 1984 Premiere im Teatro de la Zarzuela. Medea ging anschließend auf Welttournee. Das Ballet Nacional gewann damit den Tanzpreis der New Yorker Kritik.
Nach diesem Erfolg bekam er reichlich Aufträge:
- 1985 schuf er die Choreografie für den Film La corte del faraón mit Ana Belén und Antonio Banderas unter der Regie von José Luis García Sánchez.[20]
- Im selben Jahr choreografierte er die Opern Armide von Jean-Baptiste Lully und Andrea Chénier von Umberto Giordano, beide mit Montserrat Caballé als Primadonna,[21]
- sowie die Zarzuela Bohemios von Amadeo Vives.[21]
- Für das Nationalballett choreografierte er die Alborada del gracioso aus Maurice Ravels Miroirs.[21]
- 1986 schuf er die Choreografie Las Furias, die von einer eigens dafür gebildeten Gruppe getanzt wurde, unter ihnen Carmen Cortés, Sara Lezano und Julio Príncipe.[22]
- Im selben Jahr entstanden El sur und La petenera für die Kompanie von Manuela Vargas.[22]
- Für das Ballet Nacional entwickelte er 1987 eine neue Version von Ravels Boléro.[22]
- 1987 choreografierte er María Estuardo für das Ballet Lírico Nacional unter Leitung von Maja Plissezkaja.[22]
- 1991 schuf er eine neue Fassung von Medea für das Ballett von Murcia unter Leitung von Merche Esmeralda, und zur Ergänzung ihres Programms Choreografien zu Triana von Isaac Albéniz und zur Symphonie espagnole von Édouard Lalo.[22]

Das Ballett von Murcia gab kurz danach auf. Aus Mitgliedern dieses Ensembles und aus dem Ballet Español de Madrid formte José Granero 1992 seine eigene Kompanie. In dieses Projekt investierte er seine gesamten Ersparnisse und seine ganze Anstrengung. Er schuf Reencuentros, zu Musik von Emilio de Diego, und mit Camino eine Interpretation von William Shakespeares Hamlet. José Granero rechnete mit Zuschüssen vom Kulturministerium, doch diese blieben aus, so dass sein Projekt finanziell scheiterte.
1993 übernahmen Aurora Pons, Nana Lorca und Victoria Eugenia die Leitung des Ballet Nacional. Dieses „Triumfeminat“ gab bei ihm weitere Choreografien in Auftrag:
- Leyenda, eine Interpretation von Isaac Albéniz’ Asturias, getanzt von Maribel Gallardo und Óscar Jiménez;
- Cuentos de Guadalquivir nach der Sinfonía sevillana von Joaquín Turina, mit Lola Greco und Antonio Márquez.

1995 brachte er im Teatro de la Maestranza Mujeres auf die Bühne, eine Auftragsarbeit für das Festival de Itálica. Zu Musik von José Luis Greco tanzten fünf Tänzerinnen, jede mit ihrer eigenen künstlerischen Auffassung: Cristina Hoyos, La Ribot, Lydia Azzopardi, Eva Leiva und Beatriz Martín. Im selben Jahr choreografierte er für die Kompanie von Antonio Márquez Movimiento perpetuo zu Musik von José Luis Greco und Variaciones románticos zu Stücken von Dmitri Schostakowitsch und Sergei Rachmaninow. Er wurde künstlerischer Leiter von Antonio Márquez’ Kompanie und schuf in dieser Funktion eine Neufassung seiner Choreografie Reencuentros.

### Arbeitsweise als Choreograf
Als Choreograf pflegte José Granero eine ähnliche Vorgehensweise wie als Lehrer: Statt mit den Tänzerinnen und Tänzerinnen vorgegebene Figuren bis zur größtmöglichen Perfektion immer und immer wieder zu üben, ging er von deren Eigenheiten und Fähigkeiten aus. Er arbeitete individuell mit jeder einzelnen Person, fand mit ihr gemeinsam die Formen, die ihr angemessen waren und mit denen sie am besten zum Werk beitragen konnte. Gemeinsam mit jeder einzelnen Person analysierte er die Rolle, die sie zu interpretieren hatte, und den Charakter der Musik, zu der sie tanzen würde. Er plante die Choreografien nicht bis ins Detail, stattdessen strebte er an, dass eine Beziehung zwischen den Tanzenden auf der Bühne und dem Publikum entstand.

### Spätwerk
1996 schuf er für das Ballet Nacional eine Choreografie zu Miguel de Cervantes’ Erzählung La Gitanilla zu Musik von Antón García Abril, mit Antonio Márquez und Lola Greco in den Hauptrollen. Als weitere Arbeiten in seinen letzten Lebensjahren sind zu nennen:
- 1999 die Suite N° 2 aus dem impressionistischen Ballett Daphnis et Chloé von Maurice Ravel, aufgeführt anlässlich der Einweihung des Palacio Euskalduna in Bilbao. In den Hauptrollen tanzten Lola Greco und der baskische Tänzer Igor Yebra.
- 2000 Estamos solos für das Ballet Nacional zu Musik von Maurice Ravel.
- 2002 für das Festival von Jerez de la Frontera A mi manera, mit María Pagés, Lola Greco, Beatriz Martín, Maribel Gallardo und Sara Calero.
- 2005 Espartaco für den Auftritt der Kompanie von José Porcel beim Tanzfestival von Valencia.

José Granero starb am 4. Mai 2006 in seiner Wohnung in Madrid an einem Herzinfarkt.

## Auszeichnungen
- 1984 Preis der New Yorker Kritik für Medea als bestes Ballett der Saison[18]
- 1996 Goldmedaille der Schönen Künste, verliehen vom Kulturministerium.[27]
- 1996 Bester Choreograf des Jahres, verliehen von der Regierung der autonomen Region Katalonien[27]
- 1996 Auszeichnung der Asociación de Profesionales de Danza[27]
- 2006 Hommage zu seinen Ehren bei der Biennale von Sevilla 2006[27]

## Rezeption
In der Fachkritik und beim fachkundigen Publikum wird José Granero allgemein als Maestro Granero verehrt.
Fachkritiker sehen ihn als Persönlichkeit, die den spanischen Tanz maßgeblich gestaltet, weiterentwickelt und modernisiert habe:

«… su colaboración (con Antonio Gades en) (...) Don Juan (...) sobre la música de Antón García Abril marcó el claro inicio del teatro de la danza moderno español y donde ya se experimentaron nuevas fórmulas que acercaban los géneros vernáculos a las expresiones contemporáneas.»

„… seine Zusammenarbeit (mit Antonio Gades in) (…) Don Juan (…) zur Musik von Antón García Abril markierte den klaren Beginn des modernen spanischen Tanztheaters und dabei wurden schon neue Formeln erprobt, die die traditionellen Genres den zeitgenössischen Ausdrucksformen näher brachten.“

Besonders seine Choreografie Medea ist als entscheidendes Werk in der Entwicklung des spanischen Tanzdramas anerkannt:

«… una de las coreografías emblemáticas en la evolución y renovación del ballet flamenco contemporáneo, una obra que ha marcado un hito en la historia del baile flamenco.»

„… eine der emblematischen Choreografien in der Entwicklung und Erneuerung des zeitgenössischen Flamenco-Balletts, ein Werk, das einen Meilenstein in der Geschichte des Flamenco-Tanzes setzte.“

«Transcurridas más de dos décadas desde su creación, “Medea” se ha convertido en la obra más representada del teatro danzado español. Este hecho ha contribuido decisivamente a la consagración del coreógrafo y bailarín José Granero, siendo una de sus obras más emotivas y elaboradas.»

„Mehr als zwei Jahrzehnte nach seiner Uraufführung hat sich ‚Medea‘ zum meistaufgeführten Werk des spanischen Tanztheaters entwickelt. Dieses Werk ist eines der emotionalsten und kunstvollsten des Choreografen und Tänzers José Granero und hat entscheidend zu dessen Verehrung beigetragen.“